# Touwtjespringen

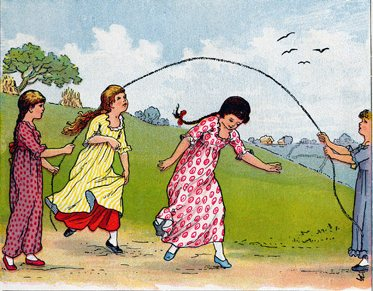
Touwtjespringen (Ida Waugh, 1880)

Touwtjespringen is een kinderspel dat ook als sport beoefend kan worden. Het kan alleen gespeeld worden, met twee of drie personen, of met een grote groep. Behalve binnen de sporten rope skipping en Double Dutch is er in principe geen wedstrijdelement aanwezig.

## Alleen touwtjespringen
Alleen touwtjespringen gebeurt met een touw van ongeveer 2 meter lang. Een luxe springtouw heeft handvatten van hout of plastic waarin het touw kan ronddraaien. De springende persoon heeft in elk van beide handen een uiteinde, dat rond wordt gedraaid. Zodra het touw de grond raakt, moet er omhoog gesprongen zijn zodat het touw kan doordraaien. Er kan met twee voeten tegelijk gesprongen worden, maar ook "lopend", met één voet tegelijk. Bij de laatste variant kan er inderdaad vooruit gelopen worden.
Touwtjespringen wordt ook als fitnessoefening gedaan en maakt vaak onderdeel uit van de training van sporters.

## Met twee of drie personen

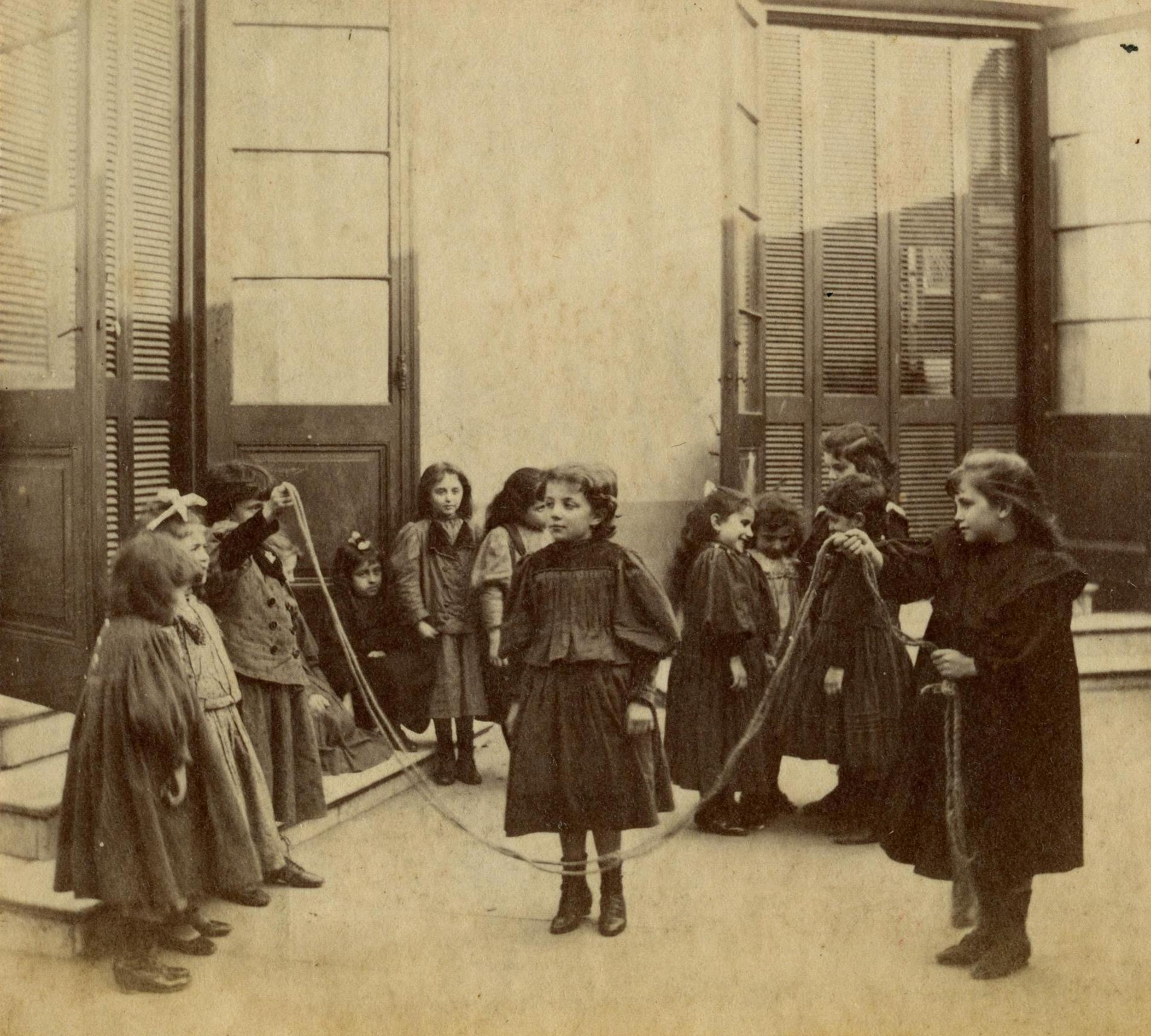
Touwtjespringen in Buenos Aires, eind 19e eeuw

Dit touwspringen gebeurt met een touw van ongeveer 5 tot 10 meter lengte. Twee kinderen draaien het touw rond, de derde springt in het midden. Zijn er maar twee kinderen, dan bindt men één uiteinde op heuphoogte vast aan bijvoorbeeld een paal of boom. Het vergt oefening om op elkaar ingespeeld te raken zodat in het juiste tempo geslingerd wordt en gesprongen wordt. Voor de springende persoon is het bovendien moeilijk om op het juiste moment de touwcirkel binnen te springen.

## Met meerdere personen
Twee kinderen draaien het touw rond, terwijl een lange rij met kinderen een voor een het draaiende touw binnengaat en weer uit gaat. Hierbij wordt het versje gezongen:
In spin,
De bocht gaat in,
Uit spuit,
De bocht gaat uit.
Een variant hierop is dat zo veel mogelijk kinderen tegelijk in het touw gaan springen. Als het te veel kinderen worden, komt het touw onherroepelijk tegen iemand zijn benen aan. Met grote hilariteit wordt dan opnieuw begonnen.

## Met twee touwen
Twee kinderen draaien twee touwen rond: ze houden in elke hand een touw vast en de touwen draaien tegen elkaar in. In de Verenigde Staten wordt dit Double Dutch genoemd: het springen met twee touwen zou naar Amerika gebracht zijn door immigranten uit Nederland.

## Wereldrecord
In 2004 sprongen in het Engelse Weymouth-Dorster 2350 mensen tegelijkertijd. Maandag 27 februari 2006 werd dit record verbroken in het Nederlandse Etten-Leur toen 3426 mensen tegelijkertijd aan het touwtjespringen waren.
Op 12 oktober 2006 om precies 11.00 uur hebben in Nederland 42.228 scholieren op 335 schoolpleinen gedurende 30 seconden gezamenlijk touwtje gesprongen. Daarmee is het nieuwe wereldrecord gevestigd en sneuvelde het oude record van de Stichting MaMi uit Etten Leur. Dat stond sinds 28 februari 2006 op 3426 personen. Op het nummer 'Jump' van de PopGirlz sprongen jongens en meisjes van groepen 3 tot en met 8 naar het record. Op alle schoolpleinen waren Service Apothekers aanwezig om het startschot te geven en het aantal kinderen te tellen. Op ieder schoolplein was wel iets bijzonders aan de hand: zo sprongen in Stadskanaal de wethouders mee en gaf in Vlissingen de wethouder het startschot. Daar sprongen zo'n 1000 leerlingen op het raadsplein voor het gemeentehuis.